# Anna Sundström
Ne doit pas être confondu avec Anna Sandström.
Anna Sundström, née Anna Christina Persdotter le 26 février 1785 à Kymlinge, Spånga et morte en 1871, est une chimiste suédoise. Assistante de Jöns Jacob Berzelius de 1808 à 1836, elle est considérée comme étant la première femme chimiste de Suède.

## Biographie
Anna Persdotter est la fille de l'agriculteur Per Jansson. Elle prend plus tard Sundström comme nom de famille. Très tôt, elle s'installe à la capitale pour servir en tant que femme de chambre, et est employée  par Jöns Jacob Berzelius. Elle se révèle très compétente dans sa fonction d'assistante du chimiste. Au fil de son travail, elle apprend la chimie et en acquiert une vaste connaissance. Berzelius a déclaré: « Elle maîtrise la totalité de mes équipements, de même que leurs noms, à un tel degré que je pouvais sans hésitation lui faire distiller de l'acide chlorhydrique. ». Sundström devient par la suite l'administratrice du laboratoire et supervise les travaux des étudiants.
Elle est licenciée au moment où Berzelius épouse Elisabeth Poppius, en 1836.

## Mémoire
Chaque année, la division de chimie inorganique de la Société de chimie suédoise sélectionne les meilleures thèses de Doctorat en chimie inorganique et récompense son auteur du prix Anna Sundström.